# Ewa Różańska
Ewa Rożańska (22 dicembre 2000) è una martellista polacca, vice campionessa europea a Monaco di Baviera 2022.

## Palmarès
| Anno | Manifestazione  | Sede    | Evento              | Risultato | Prestazione | Note                          |
| ---- | --------------- | ------- | ------------------- | --------- | ----------- | ----------------------------- |
| 2017 | Europei allievi | Tbilisi | Lancio del peso     | 8ª        | 15,81 m     |                               |
| 2017 | Europei allievi | Tbilisi | Lancio del disco    | 10ª       | 41,93 m     |                               |
| 2017 | Mondiali U18    | Nairobi | Lancio del peso     | 6ª        | 15,79 m     |                               |
| 2017 | Mondiali U18    | Nairobi | Lancio del disco    | 8ª        | 45,31 m     |                               |
| 2019 | Europei U20     | Borås   | Lancio del peso     | 6ª        | 15,32 m     |                               |
| 2019 | Europei U20     | Borås   | Lancio del martello | 13ª (q)   | 58,80 m     |                               |
| 2021 | Europei U23     | Tallinn | Lancio del martello | 7ª        | 64,25 m     |                               |
| 2022 | Europei         | Monaco  | Lancio del martello | Argento   | 72,12 m     | Miglior prestazione personale |